# Радомировац
Радомировац је насељено мјесто у општини Нови Град, Република Српска, БиХ. Према попису становништва из 1991. у насељу је живјело 557 становника.

## Географија
Налази се на лијевој обали ријеке Сане, око 15 километара удаљен од Новог Града. Кроз насеље протиче рјечица Велика ријека. На ријеци је у прошлости било двадесетак воденица, а према подацима из 2012. остала је само воденица „Јасновац“ која је стара око 150 година. Радомировац је богат извориштима. Поред пута према Новом Граду изграђено је неколико јавних чесми.

## Назив
Насеље је у прошлости носило назив Свињухе, али је на предлог свештеника Милоша Крагуља који је службовао у насељу и коме се стари назив није свидио, названо по војводи Радомиру Путнику Радомировац.

## Историја
У вријеме османлијске окупације Радомировац је био поприште борби српских устаника и Турака. На подручју насеља налази се брдо на врху кога се у турско доба налазила српска црква од дрвета, а сада остаци старог сеоског гробља. Срби су око овог брда ископали два велика шанца на два нивоа који обилазе брдо са свих страна, а служили су за одбрану цркве. Према народном предању, Турци су након борби са Србима дошли до цркве и покушали да је запале, али „црква није хтјела да гори од турске руке“. Због овога су Турци ухватили Столицана Стјепановића и наредили му да запали цркву, а да ће му заузврат поклонити живот. Црква је изгорила а Столицана су Турци убили.
Послије Другог свјетског рата Срби из насеља су 1947. донијели дрвену грађу за обнову цркве, али су комунисти били против обнове те су грађу одвукли и од ње направили штале.

## Култура
У парохији Радомировци налазе се три храма Српске православне цркве. Централни парохијски храм налази се у Витасовцима, у Соколишту у засеоку Дворна налази се храм посвећен Марији Магдалини и храм Преображења Господњег у Агићима.

## Споменици
Споменик погинулим борцима Војске Републике Српске подигла је МЗ Радомировци (Соколиште и Радомировци). Осим споменика постоји и спомен-плоча борцима Војске Републике Српске која се налази на гробљу. Спомен-плочу је 2007. подигла општинска Борачка организација Републике Српске. На спомен-плочи се налазе имена погинулих бораца ВРС, 11 из Радомироваца, 14 из Соколишта, 11 из Витасоваца и 10 из Трговишта.
На гробњу се налази и спомен-плоча „војводи Радомиру Путнику и Солунским борцима 1914 — 1918“. На спомен-плочи се налазе имена погинулих Солунаца, 8 из Радомироваца, 11 из Соколишта, 9 из Витасоваца и 11 из Соколишта. Партизански споменик на гробњу подигнут је 1957. када су преношене кости погинулих у Другом свјетском рату.

## Гробље
На улази у гробље се налази велики натпис: „Гробље погинулих бораца НОР-а и ЖФТ-а, Радомировац, Соколиште, Витасовци и Трговиште“. На гробљу је сахрањено 335 жртава фашизма и 218 погинулих партизанских бораца.

## Образовање
Основна школа у Радомировцу је подручно одјељење ОШ „Драган Вујановић“ из Сводне. Школа је саграђена 1930.

## Привреда
Погон за прераду дрвета налази се у центру Радомироваца. У њему су запослени становници Соколошта, Радомировца и Горњих Агића.

## Становништво
Становници се називају Радомировчани.
| Националност       | 1991. | 1981. | 1971. | 1961. |
| Срби               | 555   | 773   | 828   | 882   |
| Југословени        | 3     | 7     |       |       |
| Хрвати             | 1     |       |       |       |
| Муслимани          |       |       | 1     |       |
| остали и непознато |       | 6     | 4     | 1     |
| Укупно             | 559   | 786   | 833   | 883   |

| Демографија | Демографија | Демографија |
| Година      | Становника  | Становника  |
| ----------- | ----------- | ----------- |
| 1948.       | 869         |             |
| 1953.       | 783         |             |
| 1961.       | 883         |             |
| 1971.       | 833         |             |
| 1981.       | 786         |             |
| 1991.       | 559         |             |

### Презимена
- Ољача[1]
- Обрадовић[1]
- Драгић[1]
- Јовичић[1]
- Кондић[1]
- Половина[1]
- Стјепановић[1]
- Бабић[1]
- Вигњевић[1]
- Вујасин[1]
- Влаинић[1]
- Дражић[1]
- Комосар[тражи се извор]
- Овука[тражи се извор]